# Hexatoma uniflava
Hexatoma uniflava är en tvåvingeart som beskrevs av Alexander 1969. Hexatoma uniflava ingår i släktet Hexatoma och familjen småharkrankar. Inga underarter finns listade i Catalogue of Life.